# Ганс Гюттнер
Йоганн Еліас «Ганс» Гюттнер (нім. Johann Elias "Hans" Hüttner; 19 листопада 1885, Герольдсгрюн — 11 вересня 1956, Гоф) — німецький воєначальник, генерал-майор вермахту. Кавалер Лицарського хреста Залізного хреста.

## Біографія
23 жовтня 1905 року вступив в Баварську армію. Учасник Першої світової війни. Після демобілізації армії залишений в рейхсвері. З 1 квітня 1935 року — командир запасного батальйону «Гоф», з 1 листопада 1935 року — запасного батальйону 42-го, з 26 серпня 1939 року — 1-го батальйону 480-го, з 1 березня 1941 року — 1-го батальйону 519-го піхотного полку. 2 жовтня 1941 року відправлений в резерв групи армій «Центр». З 9 жовтня 1941 року — командир 520-го піхотного полку. 1 липня 1943 року відправлений в резерв ОКГ. З 15 серпня 1943 року — командир 709-го, з 10 жовтня 1943 року — 741-го східного підрозділу особливого призначення, з 25 листопада 1943 року — 167-ї піхотної дивізії, одночасно з 1 по 10 січня 1944 року — бойовий комендант Кіровограда. З 1 лютого 1944 року — начальник штабу своєї дивізії і командир 167-ї дивізійної групи. 18 травня 1944 року знову відправлений в резерв ОКГ. З 17 червня 1944 року — комендант фортеці Крістіансанн. 15 грудня 1944 року знову відправлений в резерв ОКГ. З 20 січня 1945 року — комендант фортеці Еймьойден, одночасно з 22 березня 1945 року — командир 703-ї піхотної дивізії. З 1 червня 1945 року керував розформуванням дивізії в районі «Північний Емден-Ауріх». 1 травня 1946 року взятий в полон. 23 квітня 1947 року звільнений.

## Звання
- Єфрейтор (13 квітня 1907)
- Унтерофіцер (3 липня 1907)
- Сержант (24 квітня 1911)
- Віцефельдфебель (1 жовтня 1913)
- Фельдфебель (27 квітня 1915)
- Заступник офіцера (22 січня 1917)
- Лейтенант (12 травня 1918)
- Оберлейтенант (1 січня 1921)
- Гауптман (1 лютого 1925)
- Майор (1 квітня 1934)
- Оберстлейтенант (1 квітня 1939)
- Оберст (1 лютого 1942)
- Генерал-майор (1 січня 1945)

## Нагороди
- Медаль принца-регента Луїтпольда (1911)
- Залізний хрест
  - 2-го класу (15 жовтня 1914)
  - 1-го класу
- Хрест «За військові заслуги» (Баварія) 2-го класу з мечами (2 січня 1915)
- Золота медаль «За відвагу» (Баварія) (26 серпня 1915)
- Нагрудний знак «За поранення» в сріблі (1918) — за 4 поранення.
- Орден «За військові заслуги» (Баварія) 4-го класу з мечами (1 жовтня 1918)
- Хрест «За вислугу років» (Баварія) 1-го класу для унтерофіцерів і рядових
- Почесний хрест ветерана війни з мечами (1934)
- Медаль «За вислугу років у Вермахті» 4-го, 3-го, 2-го і 1-го класу (25 років; 2 жовтня 1936) — отримав 4 нагороди одночасно.
- Медаль «У пам'ять 1 жовтня 1938 року»
- Застібка до Залізного хреста
  - 2-го класу (27 серпня 1940)
  - 1-го класу (26 червня 1941)
- Штурмовий піхотний знак в сріблі (27 липня 1941)
- Німецький хрест в золоті (19 грудня 1941)
- Нагрудний знак «За поранення» в золоті (1 серпня 1942)
- Медаль «За зимову кампанію на Сході 1941/42» (1 серпня 1942)
- Лицарський хрест Залізного хреста (4 вересня 1942)
- Відзнака для східних народів 2-го класу в сріблі з мечами